# Scopula legrandi
Scopula legrandi är en fjärilsart som beskrevs av Claude Herbulot 1963. Scopula legrandi ingår i släktet Scopula och familjen mätare. Inga underarter finns listade.